# Ист Оукдејл (Калифорнија)
Ист Оукдејл (енгл. East Oakdale) насељено је место без административног статуса у америчкој савезној држави Калифорнија.

## Демографија
По попису из 2010. године број становника је 2.762, што је 20 (0,7%) становника више него 2000. године.
| Група             | 2000.         | 2010.         |
| Белци             | 2.390 (87,2%) | 2.335 (84,5%) |
| Афроамериканци    | 10 (0,4%)     | 7 (0,3%)      |
| Азијати           | 45 (1,6%)     | 60 (2,2%)     |
| Хиспаноамериканци | 187 (6,8%)    | 284 (10,3%)   |
| Укупно            | 2.742         | 2.762         |